# فرودگاه بین‌المللی شربرو
فرودگاه بین‌المللی شربرو (به انگلیسی: Sherbro International Airport) یک فرودگاه همگانی با کد یاتا BTE است که یک باند فرود سنگفرش دارد و طول باند آن ۱۰۹۷ متر است. این فرودگاه در کشور سیرالئون قرار دارد و در ارتفاع ۴ متری از سطح دریا واقع شده است.